# Тэрадзима, Синобу
Синобу Тэрадзима (яп. 寺島 しのぶ, при рождении Тэрасима, в браке Гнассиа-Тэрадзима; род. 28 декабря 1972 года в Токио либо Киото, Япония) — актриса японского телевидения, театра и кино, лауреат ряда японских и международных премий за лучшую женскую роль.

## Биография и карьера
Родилась в артистической семье. Мать Синобу — знаменитая ролями женщин-якудза актриса Дзюнко Фудзи (она же в части карьеры Сумико Фудзи, настоящее имя в браке — Дзюнко Тэрасима), отец — известный актёр-универсал кабуки, глава театральной гильдии «Отовая» и обладатель звания живого национального сокровища Японии Оноэ Кикугоро VII (Хидэюки Тэрасима). Её младший брат Кадзуясу также продолжил артистическую традицию как актёр кабуки Оноэ Кикуносукэ V.
Закончила старшую школу Аояма, впоследствии получила высшее образование в Университете Аояма Гакуин (Токио) по специальности «литература». Играла в студенческой гандбольной команде.
С конца 1980-х годов играет в телесериалах. С 1992 года, по совету актрисы Кивако Таити, также осваивала при театре «Бунгакудза» театральное исполнительное искусство в качестве «дублёра на замену», а позднее была принята в его труппу, впервые сыграв перед зрителями в 1993 году в спектакле Koi to Kamen to Carnival Нобухиро Нисикавы. Играла в постановках разного типа, как в «Бунгакудзе», так и в других театрах. В частности, играла в таких современных японских пьесах, как Shin Tikamatsu Suicide Story (2004) и постановках Сюдзи Тэраямы, а её образ писательницы Итиё Хигути в постановке биографической драмы Kaku Onna театром «Нитося» (реж. Аи Нагай, 2006) принёс Тэрадзиме в 2007 году премии Asahi Performing Arts Award и Yomiuri Engeki Award. Помимо национального репертуара, она принимала участие в постановках таких международно известных пьес, как «Сотворившая чудо» Уильяма Гибсона (1997), «Трамвай „Желание“» Теннесси Уильямса (2002), «Сон в летнюю ночь» и «Венецианский купец» Шекспира (соответственно 1999 и 2007).
Дебют Тэрадзимы на большом экране состоялся в роли Кэйко Янагавы в фильме 2001 года Drug (реж. Хироси Сугавара). За ним последовали сразу три картины Vibrator, Get Up! и Akame 48 Waterfalls, вышедшие в прокат в 2003 году и принесшие актрисе вместе не менее 16 различных призов за лучшую женскую роль, включая всю «большую четвёрку» наиболее престижных японских кинопремий (премия «Голубая лента», кинопремии Японской академии и изданий «Кинэма Дзюмпо» и «Майнити»).
За ними идут и другие фильмы, однако международную известность актрисе приносит антивоенный фильм «Гусеница» (2010, реж. Кодзи Вакамацу), где она сыграла жену вернувшегося домой искалеченного солдата, лишившегося рук и ног, но не охоты до женского тела, и обвешанного орденами за «потерянное на службе императору». Несмотря на то, как он издевался над ней ещё до войны, она вынуждена самоотверженно делать, что ожидается от хорошей жены, лишь постепенно узнавая, что его «боевые подвиги» большей частью состояли в насилии над женщинами в оккупированном Китае, и даже искалечен он был не миной, а потерявшими терпение родственниками жертв. Фильм был представлен на японских и международных фестивалях, в частности, Нюрнбергском фестивале кино о правах человека и 60-м Берлинском международном кинофестивале, принеся актрисе гран-при Азиатско-тихоокеанской кинопремии, а также премии «Кинэма Дзюмпо» и «Серебряного медведя» за лучшую женскую роль.
C 2007 года Синобу Тэрадзима замужем за французским художником-постановщиком Лораном Гнассиа, в 2012 родила сына и ожидает, что он продолжит семейную традицию своих дяди, деда и прадеда, став актёром кабуки.

## Работы
(Для всех работ по возможности приведены японские, английские и русские названия. Звёздочками выделены работы, за роли в которых актриса была удостоена премий или их номинаций)

### На телевидении
- 1989: 詩城の旅びと / Shijō no tabi bito (сериал NHK) — Мика Кимура
- 1993: 琉球の風 / Dragon Spirit (сериал NHK) — дочь вана Сё Нэя
- 1995: 八代将軍吉宗 / Eighth Shogun Yoshimune (сериал NHK) — наложница Охая[яп.]

八つ墓村 / Yattsu haka-mura (сериал Fuji TV) — Харуё Тадзими
- 1996: 花嫁介添人がゆく / Hanayome kaizoe hito ga yuku (сериал Kansai TV)
- 1998: 天城越え / Crossing Mt. Amagi (т/ф TBS, реж. Сусуму Оока) — проститутка

愛しすぎなくてよかった / Feeling relief is easy (сериал TV Asahi) — Вакако Ито
ラブとエロス / Love and Eros (сериал TBS) — Хамако Киносита
幽婚 / Kasokekon (сериал CBC TV)
- 1999: 救急指定病院 / Kyūkyū shitei byōin (сериал NTV) — Тамаки Мамия / хостес Синобу
- 2001: 北条時宗 / Hojo Tokimune (сериал NHK) — Садако

弁護士高見沢響子 / Bengoshi Takamizawa Kyōko (т/ф TBS) — Каору Асано
- 2002: おらが春 / Ora ga haru (т/ф NHK, реж. Мицунобу Одзаки)
- 2003: 武蔵 / Musashi (сериал NHK) — Ая
- 2003—2005: 剣客商売 / Kenkyakushō bai (сериал Fuji TV)
- 2004: 絶壁 / Zeppeki (т/ф NHK)
- 2005: 冬の運動会 / Fuyu no Undōkai (сериал NTV) — Каё Эгути

おとなの夏休み/ Summer at the Beach House (сериал NTV) — Миюки Котохару
太宰治物語 / Dazai Osamu Monogatari (сериал TBS)
- 2006: 春、バーニーズで / Spring at Barney’s (т/ф WOWOW, реж. Дзюн Итикава) — Хитоми

純情きらり // Pure Heart / A Symphony of Us (сериал NTV) — Фуэко Аримори
- 2008: 剣客商売 春の嵐 / Haru no arashi (т/ф Fuji TV/Shochiku, реж. Ёсики Онода)

• 四つの嘘 / Four Lies (сериал TV Asahi) — Макико Нисио
- 2009: 警官の血 / The Policeman’s Lineage (т/ф TV Asahi, р. Ясуо Цурухаси) — Кимиэ Комаи
- 2010: 龍馬伝 / Ryōmaden (сериал NHK) — Сакамото Отомэ (сестра Сакамото Рёмы)

ニセ医者と呼ばれて 〜沖縄・最後の医介輔〜 / The Last Assistant Doctor
(т/ф YTV, реж. Масахиро Кунимото) — Хана Миямаэ
- 2011: TAROの塔 / Taro no tō (сериал NHK) — Каноко Окамото

下町ロケット / Downtown Rocket (сериал WOWOW) — Рёко Камия
- 2012: 向田邦子 イノセント / Mukōda Kuniko Innocent (сериал Django/WOWOW) — Сатико
- 2013: ソドムの林檎〜ロトを殺した娘たち / Sodomu no ringo (мини-сериал WOWOW) — Мэгуми Миямура
- 2014: 最強のオンナ / Saikyō no onna (т/ф TBS, р. Хадзимэ Такэдзоно) — Рэйко Кирихара

女はそれを許さない / Woman won’t allow it (сериал Dreamax TV/TBS) — Ринка Эбисава
- 2015: あさが来た / Asa ga kita (сериал NHK) — Риэ Имаи

黒い看護婦 / Nurse in Black (т/ф Fuji TV, реж. Хидэюки Хираяма) — Минако Акикава
三面記事小説 / The Women on Page 3: The Nest of Love (т/ф Dreamax TV, реж. Рюити Хироки) — Миэко Кобаяси

### В театре
- 1993: 恋と仮面とカーニバル / Koi to kamen to carnival (реж. Нобухико Нисикава) — Валерия

血の婚礼 / Chi no konrei (реж. Юкио Нинагава) — подросток с приёмником
- 1994: 恋ぶみ屋一葉 / Koibumiya ichiyō (реж. Тору Эмори[англ.]) — гейша из Ёсивары / Момотаро
- 1995: 近松心中物語 それは恋 / Chikamatsu shinju monogatari (реж. Юкио Нинагава) — Хисаси
- 1996: ふるあめりかに袖はぬらさじ / Furuamerika ni sode wa nurasaji (реж. Бандо Тамасабуро V) — проститутка Кию

華岡青州の妻 / Hanaoka Seishu no tsuma (реж. Микио Мидзутани) — Корику
- 1997: 二月新派特別公演 浅草慕情 / February shinpa tōbetsu ko (реж. Тэрухико Кудзэ) — Яэ

奇跡の人 / The Miracle Worker / Сотворившая чудо (реж. Мишель Блум) — Хелен Келлер
- 1998: エイミィズ・ヴュー / Aimy’s View (реж. Рудольф Зёло) — Эйми
- 1999: 夏の夜の夢 / Natsu no yo no yume (реж. Ёсихиро Курита) — Элена

大正四谷怪談 / Taisho Yotsuya Kaidan (реж. Ёсихиро Курита) — Осодэ
- 2000: ご存知浅草パラダイス / Gozonji Asakusa Paradise (реж. Тэрухико Кудзэ) — Яэ Нумадзава

テンペスト / Tempest (реж. Юкио Нинагава) — Миранда
グリークス / The Greeks (реж. Юкио Нинагава) — Электра
- 2001: ピカドン・キジムナー / Pikadon kijimuna (реж. Тамия Курияма) — Хидэко Симабукуро

プルーフ／Proof (реж. Хитоси Уяма) — Катрин
- 2002: 喜劇 地獄めぐり / Kigeki jigoku meguri (реж. Ласалль Исии[англ.]) — Тамаэ Накагомэ

欲望という名の電車 / A Streetcar Named Desire / Трамвай «Желание» (реж. Юкио Нинагава) — Бланш Дюбуа
詩のしの詩 / Shi no shi no shi (реж. Эрико Ватанабэ) — Киёми
- 2003: さぶ / Sabu (реж. Джеймс Мики) — Осуэ

マッチ売りの少女 / Machiuri no shojo (реж. Ёдзи Сакатэ)
世阿彌 / Zeami (реж. Тамия Курияма) — Кидзуно
- 2004: 新・近松心中物語 / Shin Chikamatsu Shinju monogatari (реж. Юкио Нинагава) — Умэкава

楡の木陰の欲望 / Nire no kokage no yokubo (реж. Роберт Аллан Аккерман) — Эбби
- 2006: 書く女 / Kaku-onna (реж. Ай Нагаи[англ.]) — писательница Итиё Хигути
- 2007: フールフォアラブ / Fool for Love (реж. Садао Юкисада) — Мэй

ヴェニスの商人 / The Merchant of Venice / Венецианский купец (реж. Грегори Доран) — Порция
- 2008: 私生活 / Private Lives (реж. Джон Кэрд[англ.]) — Аманда Прин
- 2010: やけたトタン屋根の上の猫 / Yaketa totanyane no ue no neko (реж. Юко Мацумото) — Мэгги

血はたったまま眠っている / Chi ha tattamama nemutteiru (реж. Юкио Нинагава) — Нацуми
- 2011: Top Girls (реж. Юми Судзуки) — Марлен
- 2015: 伯爵令嬢 小鷹狩掬子の七つの大罪 / Hakushaku reijō: Kodakari Kikuko no nanatsu no taizai (реж. Ким Суджин) — Цугуми

禁断の裸体 / Kindan no ratai (реж. Дайсукэ Миура) — Джесси

### В кино
- 2001: Drug / Drug / — Кэйко Янагава

シベリア超特急2 / Siberian Express 2 / Сибирский экспресс 2 — Нобуэ Ясуцу
- 2003: ゲロッパ! / Get Up! / Get Up! — Каори Фудзисава

赤目四十八瀧心中未遂 / Akame 48 Waterfalls / — Ая 
ヴァイブレータ / Vibrator / Вибратор — Рэй Хаякава 
- 2004: クイール / Quill / Куилл — Мицуко Нии

機関車先生 // Locomotive Teacher / Silent Big Man // Сенсей Локомотив
- 2005: 東京タワー / Tokyo Tower / Токийская башня — Кимико Кавано

大停電の夜に / Until the Lights Come Back / Пока не вернется свет
кит. трад. 千里走单骑, упр. 千里走單騎, яп. 単騎, 千里を走る   / Riding Alone for Thousands of Miles / Путь в тысячу миль — Ри Таката
男たちの大和 / Yamato / Ямато — Фумико (гейша в Куре)
- 2006: やわらかい生活 // It’s Only Talk // Просто болтовня / Нам всем нужна спокойная жизнь — Юко

アキハバラ@DEEP / Akihabara@Deep / — Фудзико Ватараи
待合室 / Notebook of Life / — Кадзуё Нацуи (в прошлом)
- 2007: 愛の流刑地 / Love Never to End / — Фкюко Ириэ

茶々 天涯の貴妃 / Chacha tengai no onna — Адзаи Го
- 2008: ゲゲゲの鬼太郎 千年呪い歌 / Gegege no Kitaro: Kitaro and the Millennium Curse / Китаро и песнь тысячелетнего проклятия — нурэ-онна[англ.] Нами

ハッピーフライト / Happy Flight / — Рэйко Ямадзаки
- 2009: ラッシュライフ / Lush Life / — Кёко

守護天使 / Shugo tenshi / — Кацуко Суга
- 2010: キャタピラー / Caterpillar / Гусеница — Сигэко Курокава

映画|人間失格 / No Longer Human / Исповедь «неполноценного» человека — Цунэко
- 2012: 11・25自決の日 三島由紀夫と若者たち / 11:25 The Day He Chose His Own Fate / Мисима: Финальная глава — Йоко Хираока[яп.] (жена Юкио Мисимы)

映画版|ヘルタースケルター (漫画) / Helter Skelter / — Митико Хада 
- 2013: すーちゃん まいちゃん さわ子さん / Sue, Mai & Sawa: Righting the Girl Ship / — Савако Хаяси

千年の愉楽 / Chitose no yuraku /
日本の悲劇 / Nihon no higeki / — Томоко Мураи
R100 / R100 / — «Королева Хлыста»
- 2014: 蜩ノ記 / Higurashi no ki
- 2016: シェル・コレクター / Shell Collector

## Номинации и награды

### Театральные премии
Yomiuri Engeki Awards
- 1997: Премия в категории «лучшая актриса»
- 2002: Премия в категории «лучшая актриса»
- 2004: Премия в категории «лучшая актриса»
- 2007: Премия в категории «лучшая актриса» за главную роль в постановке Kaku-onna

Asahi Performing Arts Awards
- 2007: Best theatrical art award

### Кинематографические премии
Премия «Хоти симбун»
- 2003 — Премия в категории «лучшая актриса» за роли в фильмах Akame 48 Waterfalls and Vibrator

Кинопремия Nikkan Sports
- 2003 — Премия в категории «лучшая актриса» за роли в фильмах Akame 48 Waterfalls и Vibrator[7]

Международный кинофестиваль в Токио
- 2003: Премия в категории «лучшая актриса» за роль в фильме Vibrator (поделена с Кристи Халсландер в фильме Santa Smokes)[8]

Кинофестиваль трёх континентов
- 2003: Премия в категории «лучшая женская роль» за роль в фильме Vibrator[9]

Кинофестиваль в Иокогаме
- 2004 — Премия в категории «лучшая актриса» за роли в фильмах Akame 48 Waterfalls и Vibrator[10]

Премия «Голубая лента»
- 2004 — Премия в категории «лучшая актриса» за роли в фильмах Akame 48 Waterfalls и Vibrator[11]

Премия «Майнити симбун»
- 2004 — Премия в категории «лучшая актриса» за роли в фильме Akame 48 Waterfalls[12]

Премия «Кинэма Дзюмпо»
- 2004 — Премия в категории «лучший актёрский дебют» за роли в фильмах Akame 48 Waterfalls и Vibrator (2003)[13]

Премия в категории «лучшая актриса» за роли в фильмах за роли в фильмах Akame 48 Waterfalls, Vibrator и Get Up! (2003)
- 2011 — Премия в категории «лучшая актриса» за роль в фильме «Гусеница» (2010)[14]

Кинопремия Японской академии
- 2004 — Приз в категории «лучшая актриса» за роль в фильме Akame 48 Waterfalls (2003)[15]
- 2006 — Номинация в категории «лучшая актриса второго плана» за роль в фильме «Токийская башня» (2005)[16]
- 2008 — Номинация в категории «лучшая актриса» за роль в фильме Love Never to End (2007)[17]
- 2011 — Номинация в категории «лучшая актриса» за роль в фильме «Гусеница» (2010)[18]
- 2013 — Номинация в категории «лучшая актриса второго плана» за роль в фильме «Токийская башня» (2012)[19]

Азиатско-тихоокеанская кинопремия
- 2010: Главная премия жюри за роль в фильме «Гусеница»[20]

Берлинский международный кинофестиваль
- 2010: «Серебряный медведь» лучшей актрисе за роль в фильме «Гусеница»[21][22][23][24][25][26][27]

Elan d'or Awards
- 2011: Спецприз за роль в фильме Gegege no Kitaro: Kitaro and the Millennium Curse[28]